# Andrew McArthur

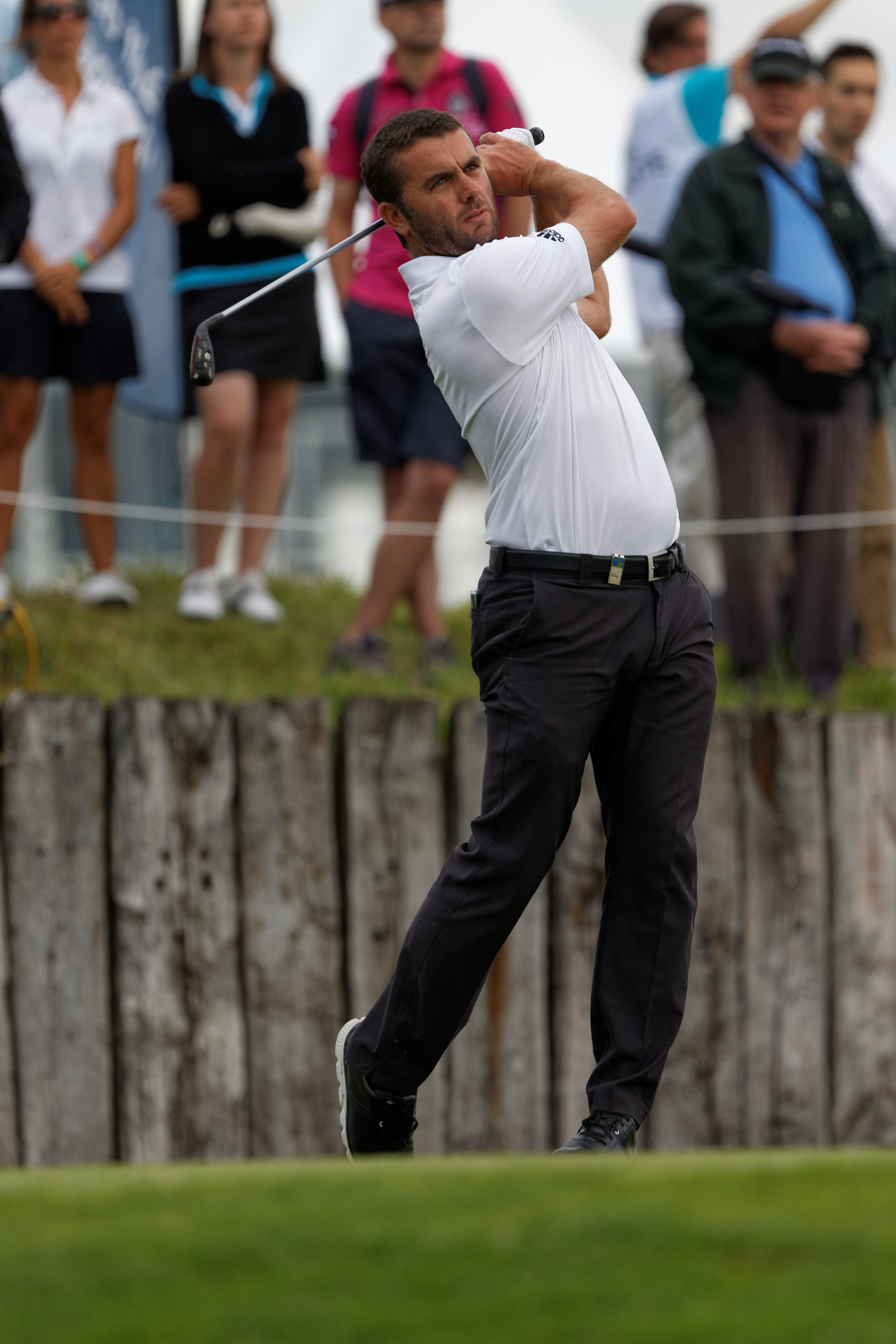
Andrew McArthur

Andrew McArthur (Lanark, 8 mei 1979) is een professionele golfer uit Schotland.

## Amateur
McArthur won twee keer een internationaal amateurkampioenschap, namelijk in Schotland en in Tsjechië.

### Gewonnen
- 2002: Scottish Amateur Championship
- 2003: NCAA Division II Championship
- 2005: Czech Amateur Open Championship

### Teams
- St Andrews Trophy: 2004 (winnaars)

## Professional
McArthur werd in 2005 professional. Hij had toen handicap +4. Op de Tourschool van 2005 haalde hij de Final Stage, waardoor hij zich voor de Europese Challenge Tour kwalificeerde. In 2008 behaalde hij daar zijn eerste overwinning als professional. In 2009 bereikte hij de 17de plaats en kwalificeerde zich automatisch voor de Europese PGA Tour van 2010. 

### Gewonnen

#### Challenge Tour
- 2008: Reale Challenge de España
- 2014: D+D Real Slovakia Challenge